# Alto Evoluzionario
L'Alto Evoluzionario (High Evolutionary), il cui vero nome è Herbert Edgar Wyndham, è un personaggio dei fumetti statunitensi, creato da Stan Lee (testi) e Jack Kirby (disegni), pubblicato dalla Marvel Comics. La sua prima apparizione avviene in The Mighty Thor (vol. 1) n. 134 (novembre 1966).

## Biografia del personaggio
Herbert Edgar Wyndham nacque a Manchester in Inghilterra. Mentre era uno studente all'Università di Oxford negli anni trenta, si interessò al lavoro del biologo Nathaniel Essex (l'alter ego di Sinistro), e iniziò a fare esperimenti con la manipolazione genetica, costruendo una macchina (che chiamò l'acceleratore genetico) con la quale provò a far “evolvere” i topi che aveva trovato nello scantinato di sua madre. Mentre partecipava a una conferenza di genetica a Ginevra, Wyndham fu avvicinato da un misterioso uomo (in realtà, il genetista inumano Phaeder che era stato bandito dalla sua comunità) che gli consegnò appunti contenenti informazioni per modificare il genoma umano. Con questa informazione utile ai suoi esperimenti, Wyndham sviluppò con successo un siero che chiamò “Isotopo A”.
Sebbene espulso dall'università per questioni ideologiche, alla fine riuscì a far evolvere il suo cucciolo di dalmata Dempsey in una forma umana dotata dell'intelligenza di uno scimpanzé. Dempsey sfortunatamente fu abbattuto dai bracconieri, e Wyndham comprese che tali creature non avrebbero avuto spazio nel mondo umano. In collaborazione con lo scienziato Jonathan Drew (padre della prima Donna Ragno), Wyndham trasferì i suoi esperimenti sul Monte Wundagore nella piccola nazione della Transia. La scoperta dell'uranio in quelle terre (ereditate dalla moglie di Drew) procurò molti finanziamenti, e i due comprarono altri terreni dal padrone locale, Gregor Russoff (padre di Jacob Russoff).
Costruendo una “cittadella della scienza” progettata dallo scienziato tedesco Horace Grayson (padre del futuro Marvel Boy) e costruita da schiavi Moloidi messi a disposizione da Phaeder, i due scienziati continuarono i loro esperimenti finché la figlia di Drew non venne colpita da avvelenamento da uranio, e fu posta in animazione sospesa per salvarle la vita. In seguito la moglie di Drew fu attaccata e uccisa da un lupo mannaro (lo stesso Russoff, vittima di una maledizione di famiglia), e Drew lasciò Wundagore; Wyndham, dal canto suo, sviluppò un'armatura protettiva in argento per se stesso, in modo da poter continuare il suo lavoro, assieme al nuovo assistente Miles Warren (il futuro criminale Sciacallo), Wyndham fu in grado di fare molte altre scoperte, tra cui l'evoluzione genetica di alcuni animali locali in mezzi uomini e mezzi animali, esseri che lui ribattezzò "Nuovi Uomini".
Quando Jonathan Drew ritornò a Wundagore, posseduto dal fantasma del mago Magnus che visse nel sesto secolo, avvertì Wyndham che la cittadella era stata costruita sopra il luogo dove l'antico dio Chthon fu imprigionato. Magnus iniziò ad addestrare i Nuovi Uomini sia nel combattimento che nella cavalleria del suo tempo, finché i Nuovi Uomini non si ribattezzarono “Cavalieri di Wundagore”, e Wyndham “Lord Alto Evoluzionario”. Nel 1958, i timori di Magnus si avverarono quando il Barone Russoff tentò di usare l'antico libro magico conosciuto come Darkhold per curare la propria licantropia, liberando inavvertitamente Chthon dalla sua prigionia. I Cavalieri gli tennero testa mentre Magnus fu in grado di imprigionare nuovamente il demone; ma quella stessa notte, una donna incinta di nome Magda cercò rifugio nella cittadella e diede alla luce due gemelli. Il momento della nascita coincise con la sconfitta di Chthon, che toccò la bambina. Whyndham tentò di trovare dei genitori adottivi per i piccoli, ma non ci riuscì e allora decise di mettere in animazione sospesa i bimbi per alcuni decenni finché non fosse riuscito a trovare dei genitori adatti. Cresciuti dagli zingari Django e Marya Maximoff, i gemelli sarebbero divenuti gli eroi Quicksilver e Scarlet, quest'ultima capace di manipolare magia caotica grazie all'influenza di Chthon.

### Contro-Terra
L'Alto Evoluzionario considerava ormai se stesso superiore alla natura, poiché il suo acceleratore genetico gli permetteva di compiere in pochi secondi quello che la selezione naturale impiegherebbe milioni di anni a realizzare. Per anni, fece evolvere ogni specie di animale ricorrendo al suo acceleratore, in particolare i suoi collaboratori più fidati e ambasciatori erano il Conte Tagar (una tigre modificata) e Pogra (derivato da un maiale). Incaricò questi ultimi di trovare un insegnante per i Nuovi Uomini e questi la trovarono in Jane Foster, senza sospettare che essa era l'amata di Thor, il dio asgardiano del tuono. Quando questi giunse a Wundagore, trovò lo spettacolo che si estendeva davanti ai suoi occhi una follia ma non fece guerra all'Alto Evoluzionario, era giunto solo per cercare Jane. Ma la sua intrusione distrasse l'Alto Evoluzionario che in quel momento stava facendo evolvere un lupo grigio. Poiché l'acceleratore genetico stavolta non fu fermato, il lupo si evolvette ben oltre i Nuovi Uomini e divenne la massima rappresentazione dell'evoluzione, l'apice della selezione naturale. L'Uomo Lupo creò anche una sua razza di Nuovi Uomini ma fu sconfitto da Thor e dai Cavalieri di Wundagore e spedito nella galassia Dromisana.
Wyndham alla fine comprese che il mondo era troppo piccolo, e trasformò la sua cittadella in una nave spaziale, con la quale esplorò le stelle in compagnia dei suoi Nuovi Uomini. Più tardi trasferì i suoi compagni di viaggio su un pianeta che chiamò Wundagore II, mentre lui andò a progettare un'esatta copia della terra, da situare dall'altra parte del sole, su una delle lune del pianeta. Si dovette alleare con l'incredibile Hulk per sedare una rivolta dei suoi Nuovi Uomini su Wundagore II. Egli stesso si evolse in un essere semi divino ("Ultimato") e riportò alle forme originali i Nuovi Uomini.
L'Alto Evoluzionario alla fine tornò alla sua forma umana e terminò il suo progetto: la Contro-Terra. Sebbene la Contro-Terra era pensata come una struttura temporanea che sarebbe dovuta trasformare in una specie di paradiso terrestre, l'Uomo Bestia rovinò il processo, e la Contro-Terra divenne una terra come la nostra, ma senza super-esseri. In quello stesso periodo L'Alto Evoluzionario adottò Adam Warlock e gli donò la Gemma dell'Anima, mandandolo a risolvere la situazione su Contro-Terra. L'Alto Evoluzionario aiutò Adam contro l'Uomo Bestia e i suoi agenti. Uno degli araldi di Galactus scopri la Contro-Terra, e Galactus decise che questo pianeta poteva soddisfare la sua fame di energia (proprio come la terra originale). L'Alto Evoluzionario si scontra con il potentissimo divoratore di mondi e venne sconfitto, ma i Fantastici Quattro e Gorr il Macellatore di Dei ingannarono Galactus convincendolo a cercare sostentamento su un mondo disabitato. Durante le prime fasi della sua costruzione, la Contro Terra fu categorizzata come pezzo da collezione da parte dei Beyonders. Alcuni agenti degli Arcani manipolarono Adam Warlock nel tentativo di uccidere l'Alto Evoluzionario per poi “rubare” la Contro-Terra. Ma l'Evoluzionario fu riportato in vita da Dragoluna e da “Lei” la controparte di Warlock. Quando l'Evoluzionario scoprì la scomparsa della Contro Terra, assieme alla Cosa, Alicia Masters, Falco Stellare, Dragoluna, e Lei inseguì gli Arcani. Quando arrivarono al Pianeta Museo degli Arcani, rimase stupefatto quando vide la grandezza dei loro poteri e quanto insignificante egli fosse comparato a quegli esseri. Questo fu l'incontro che stabilì l'inizio dell'instabilità mentale dell'Alto Evoluzionario. Sebbene l'Evoluzionario dichiarasse che gli Arcani consideravano la Contro Terra un "interessante ma primitivo lavoro di un provincialotto talentuoso", non c'è una spiegazione per cui loro desiderassero interrompere il progetto anche prima dell'introduzione di esseri viventi sul pianeta da parte dell'Evoluzionario. Per ragioni sconosciute gli Arcani misero in stasi tutti gli esseri viventi su Contro-Terra e permisero che il pianeta fosse distrutto durante il conflitto del guanto dell'infinito, sebbene potessero prevenire questo disastro facilmente.

### Guerra evoluzionaria
L'Alto Evoluzionario era diventato molto instabile e maniacale. Il suo tentativo di suicidio fu impedito dai meccanismi della sua tuta. Tornò sulla terra, nella speranza di trovare qualcosa di abbastanza forte da poter bypassare i sistemi della sua armatura e terminare la sua miserabile vita. Cercò di provocare Hulk per farsi attaccare, e in effetti Hulk riuscì a rompere l'armatura e così l'Evoluzionario si trasformò in una serie di organismi monocellulari, che solo in seguito ristabilirono la forma originale. Comunque fu solo una questione di tempo prima che i circuiti dell'armatura riorganizzassero e riportassero al suo stato originale l'Alto Evoluzionario. La sua morte e la sua successiva rinascita diedero all'Evoluzionario un nuovo modo di vedere l'umanità. Piuttosto che essere un protettore benevolo ma distaccato, come era stato con i Nuovi Uomini, avrebbe modellato il futuro dell'umanità direttamente, così che la razza umana avrebbe potuto essere potente quanto gli Arcani un giorno.
In seguito l'Alto Evoluzionario entrò in conflitto con diversi supereroi, tra cui i Vendicatori e Adam Warlock, quando provò ad evolvere l'intera razza umana con la sua “Bomba dell'Evoluzione” (nella saga Evolutionary War). I Vendicatori lo fermarono, sebbene l'Alto Evoluzionario ed Ercole furono esposti alla Camera della Genesi dello stesso Evoluzionario e divennero “superiori agli dei”, uscendo dal piano dell'esistenza.
Le essenze evolute dell'Evoluzionario e di Ercole furono raccolte dai Celestiali, imprigionate e manipolate per scopi sconosciuti nella Galassia Oscura. Alla fine entrambi ebbero nuovamente le loro forme originali, e l'Evoluzionario ritornò nello spazio con i suoi Cavalieri di Wundagore. Dopo la sua liberazione, l'Alto Evoluzionario decise che piuttosto che tentare di evolvere l'umanità, egli avrebbe creato dei nuovi dei e degli immortali (inclusi i Nuovi Immortali e l'Analizzatore) usando la materia di cui era composta la Galassia Oscura. Assieme alle sue nuove creature fu testimone della nascita di un nuovo Celestiale, ma osservando questo evento con i suoi nuovi sensi iper-evoluti sembrò riportare l'Evoluzionario nuovamente alla follia. Successivamente l'Evoluzionario studiò Ego il pianeta vivente, che venne assorbito da un essere che lo stesso Evoluzionario chiamò “Super-Ego”. L'Evoluzionario teorizzò che ci fosse più di un Ego (una convinzione supportata dall'apparente strano comportamento del pianeta vivente attraverso gli anni, le varie storie sulla sua origine e dal fatto che un altro Ego fu distrutto dai propri “genitori”) e che tutti dovevano essere nati dal “Super-Ego”.
La sua instabilità mentale continuava al punto che l'Evoluzionario si innamorò di Shanna, la moglie di Ka-Zar. Shanna fu imbevuta dei poteri degli abitanti della Terra Selvaggia, così da divenire potente, malleabile e mentalmente instabile. Shanna e l'Evoluzionario presto si infatuarono l'uno dell'altra e per poco non abbandonarono la terra per creare un nuovo mondo, ma Ka-Zar riuscì a convincere la moglie a rimanere. Pentito l'Alto Evoluzionario consentì a riportare allo stato normale Shanna e comprese che non c'era futuro nella loro relazione.

### Posizioni attuali
Nella serie “Quicksilver”, viene rivelato che il codice genetico dell'Alto Evoluzionario era divenuto instabile, durante i suoi periodi di mania e di aggressività. L'Evoluzionario divenne sempre più potente e maniacale, ma Quicksilver fu in grado di fermarlo. Con l'aiuto di Bova e Delphis dei Nuovi Uomini, e dopo aver quasi perso vita a causa dell'Uomo Bestia, l'Evoluzionario fu capace di curarsi e di ritornarne a uno stato umano e mentalmente stabile usando l'isotopo G. A partire da questo incontro, l'Evoluzionario è ritornato alla piena sanità mentale e non desidera più evolvere tutte le forme di vita sulla Terra.
L'Alto Evoluzionario è un alleato occasionale di Thor e di altri eroi. Di recente ha incontrato il suo mentore, Sinistro, assieme agli X-Men quando questi aveva preso il controllo di un suo apparecchio satellitare (che tolse temporaneamente ai mutanti il loro gene-X che dona loro i poteri) e lo modificò per mutare gran parte della popolazione.
È stato visto nella storia X-Men: Specie in pericolo, quando la Bestia gli offre la propria anima in cambio dell'aiuto per trovare una soluzione agli eventi del M-Day. Nel secondo capitolo della storia, la Bestia tenta di raggiungere il Monte Wundagore per incontrare l'Evoluzionario. I Cavalieri di Wundagore lo affrontano per poi scortarlo all'interno della base, dove l'Evoluzionario gli appare sotto forma di ologramma, dando alla Bestia solo risposte criptiche e scoraggianti. L'Uomo Ragno durante la storia Soltanto un altro giorno, gli chiede se può fare qualcosa per salvare la vita di sua zia May. L'Evoluzionario gli risponde che non può essergli d'aiuto.
Durante Annihilation Conquest, l'Alto Evoluzionario appare nello spazio Kree, dentro una navicella. Adam Warlock porta Quasar e Dragoluna da lui dopo essere stati sopraffatti dai guerrieri Phalanx, che invadono velocemente il vascello dell'Evoluzionario. Una volta che Ultron si è rivelato come il leader dei Phalanx, l'Evoluzionario fa saltare in aria la sua navicella. Ma viene successivamente catturato dalla Phalanx e costretto a trasferire l'essenza di Ultron nel corpo di Adam Warlock, uccidendo questi in apparenza.

## Poteri e abilità
L'Alto Evoluzionario è considerato come il genetista più importante all'interno dell'Universo Marvel; solo Noah Black, Arnim Zola e Wladyslav Shinksky possono competere con lui. Dati gli esperimenti sul proprio codice genetico, il suo cervello altamente evoluto e un esoscheletro cibernetico, l'Alto Evoluzionario ha dimostrato di possedere poteri quasi divini: l'abilità di far evolvere a proprio piacimento le varie forme di vita, manipolazione e creazione di materia e di energia, coscienza cosmica, telepatia e telecinesi, viaggi extra-dimensionali, alterazione della propria statura. Il suo esoscheletro gli procura un'incredibile forza e protezione dagli attacchi e funziona anche come supporto vitale (filtra e ricicla l'aria e procura sostentamento quando serve). Se ferito gravemente, l'armatura può guarirlo senza problemi, restaurando i suoi codici genetici.

## Altri media

### Cinema
(Rocket Raccoon rivolto all'Alto Evoluzionario, descrivendo la sua vera personalità malvagia, nel film Guardiani della Galassia Vol. 3)
L'Alto Evoluzionario appare come antagonista principale nel film del Marvel Cinematic Universe Guardiani della Galassia Vol. 3 (2023), interpretato da Chukwudi Iwuji. In questa versione del personaggio è uno scienziato puramente malvagio, spietato, temuto, ambizioso, crudele, misantropico, delirante, odioso, impaziente, colto, ambiguo, psicopatico, egoista e arrogante con un complesso divino che punta al perfezionamento della società attraverso la creazione di nuove specie sempre migliori, venendo visto come un dio da molte culture. Tuttavia, dietro alla facciata di un uomo giusto nasconde la totale indifferenza verso le specie create, viste come meri strumenti per il suo scopo che possono essere distrutti in ogni momento. In passato creò il procione geneticamente modificato Rocket Raccoon, che riuscì a perfezionare il suo processo evolutivo donando l'intelligenza alle sue creature: affascinato dall'intelletto di Rocket, l'Alto Evoluzionario decise di estrarre il suo cervello per studiarlo, ma il procione riuscì a sfuggire sfigurando brutalmente infuriato la faccia del suo creatore dopo che questi aveva ucciso senza alcuna pietà i suoi amici Lylla (l'interesse amoroso di Rocket), Floor e Theeves. Nascondendo il volto sfigurato con una maschera e indossando una tuta potenziata in grado di dargli poteri basati sulla gravità circostante, l'Alto Evoluzionario creò la Contro-Terra e sviluppò i suoi esperimenti insieme ai fidi sottoposti Theel e Vim, utilizzando l'azienda Orgocorp per ottenere fondi con cui proseguire con gli esperimenti. Nel presente l'Alto Evoluzionario invia il letale guerriero Adam Warlock (il figlio dell'alta sacerdotessa della razza aliena dei Sovereign, Ayesha) per recuperare Rocket, ma questi si limita a ferirlo dopo essere stato sconfitto dai Guardiani della Galassia. Lo scienziato attira così in trappola i guardiani sulla Contro-Terra in procinto di esplodere, ma dopo una dura battaglia finale con la squadra di supereroi spaziali e i suoi alleati di Ovunque (in cui i suoi sottoposti vengono uccisi e il suo laboratorio distrutto) l'Alto Evoluzionario viene sconfitto dai Guardiani e pugnalato da Gamora. Rifiutando di ucciderlo per dimostrare di essere migliore del suo stesso creatore, Rocket Raccoon fa in modo che l'Alto Evoluzionario venga rinchiuso nel carcere Kryll come una meritata punizione.

### Televisione
- L'Alto Evoluzionario è l'antagonista principale della serie animata Spider-Man Unlimited. Nella serie è molto diverso dalla sua controparte cartacea: è un tiranno malvagio, spietato, temuto, pericoloso, crudele e assetato di potere che ha reso la Contro-Terra un pianeta dove gli umani sono considerati una razza inferiore che viene costantemente schiavizzata dagli uomini-belve. In più il personaggio non indossa la caratteristica armatura viola, nella sua ambientazione era il Castello di Wundagore, in cui comanda persino i suoi quattro cavalieri (Lord Tyger, Sir Ram, Lady Vermin e Lady Ursula).
- Il personaggio è apparso anche nelle altre serie animate Insuperabili X-Men, Super Hero Squad Show, Hulk e gli agenti S.M.A.S.H. e Guardiani della Galassia.

### Videogiochi
- L'Alto Evoluzinario appare nel videogioco Marvel: Avengers Alliance.